# Эль-Литани
Эль-Лита́ни или Лео́нт (араб. الليطاني‎) — река в центральном и южном Ливане. Важная водная артерия.
Истекает из источника эль-Уляйик, расположенного в долине Бекаа к юго-западу от города Баальбек, протяжённость реки — 140 км, общая площадь бассейна — около 1940 км². Впадает в Средиземное море севернее Тира. Многоводна зимой. На Литани расположено две плотины с большими водохранилищами — Караун и Маркаба, активно используемыми в электроэнергетике и орошении сельскохозяйственных площадей Южной Бекаа и южных прибрежных районов.
По некоторым данным, границы древнего Израиля проходили по реке Литани в нижнем течении. Утверждается, что основатели современного Израиля планировали провести северную границу государства по реке Литани. В 1978 году Израиль на три месяца оккупировал Южный Ливан вплоть до Литани, объясняя свои действия обстрелами и диверсионными акциями со стороны палестинцев с территории Ливана. После оккупации Южного Ливана в 1982 году, и частичного вывода войск в 1985 году, в 2000 году Израиль полностью вернул эту территорию Ливану.
Согласно резолюции СБ ООН 1701 от 11 августа 2006 года, «Хезболла» не будет находиться к югу от реки Литани; этот пункт не выполняется.